# Christfried Berger
Christfried Berger (* 7. Januar 1938 in Posen; † 19. November 2003 in Berlin) war als evangelischer Theologe in der DDR auf dem Gebiet der Ökumene aktiv.

## Leben
Christfried Berger studierte von 1956 bis 1961 evangelische Theologie an der Humboldt-Universität Berlin. Nach der Ordination 1963 war er der erste Pfarrer für Wehrersatzdienst in den Baueinheiten der NVA. Er baute den illegalen Konvent ehemaliger Bausoldaten in der DDR auf und stand daher unter Beobachtung des MfS.
Von 1966 bis 1976 war er Pfarrer in Berlin-Schmöckwitz und danach Oberkonsistorialrat und Dezernat für Ökumene, Mission und Diakonie des Evangelischen Konsistoriums der Kirchenprovinz Sachsen in Magdeburg. 1979–80 war er Mitarbeiter der Dialogabteilung des Ökumenischen Rates der Kirchen in Genf. Er wurde 1985 Direktor des Ökumenisch-Missionarischen Zentrums der Berliner Missionsgesellschaft und moderierte 1989–90 die Arbeitsgruppe Ausländerpolitik des Zentralen Runden Tischs. Von 1992 bis zum Ruhestand 1997 leitete er das Ökumenisch-Missionarische Institut des Ökumenischen Rats Berlin.
Der Ehemann der brandenburgischen Ausländerbeauftragten Almuth Berger blieb Geschäftsführer des Internationalen Konvents Christlicher Gemeinden und Sprecher des Verbandes fremdsprachlicher Kirchen und Missionen in Berlin.

## Schriften
- Als die Synagogen brannten. Kristallnacht und Kirche 1938-1978 (Hrsg.), Berlin 1978
- Genfer Zwischenbilanz – Werkstattberichte von Mitarbeitern des Ökumenischen Rates der Kirchen (Hrsg.), Berlin 1981